# Миргородский, Виктор Александрович

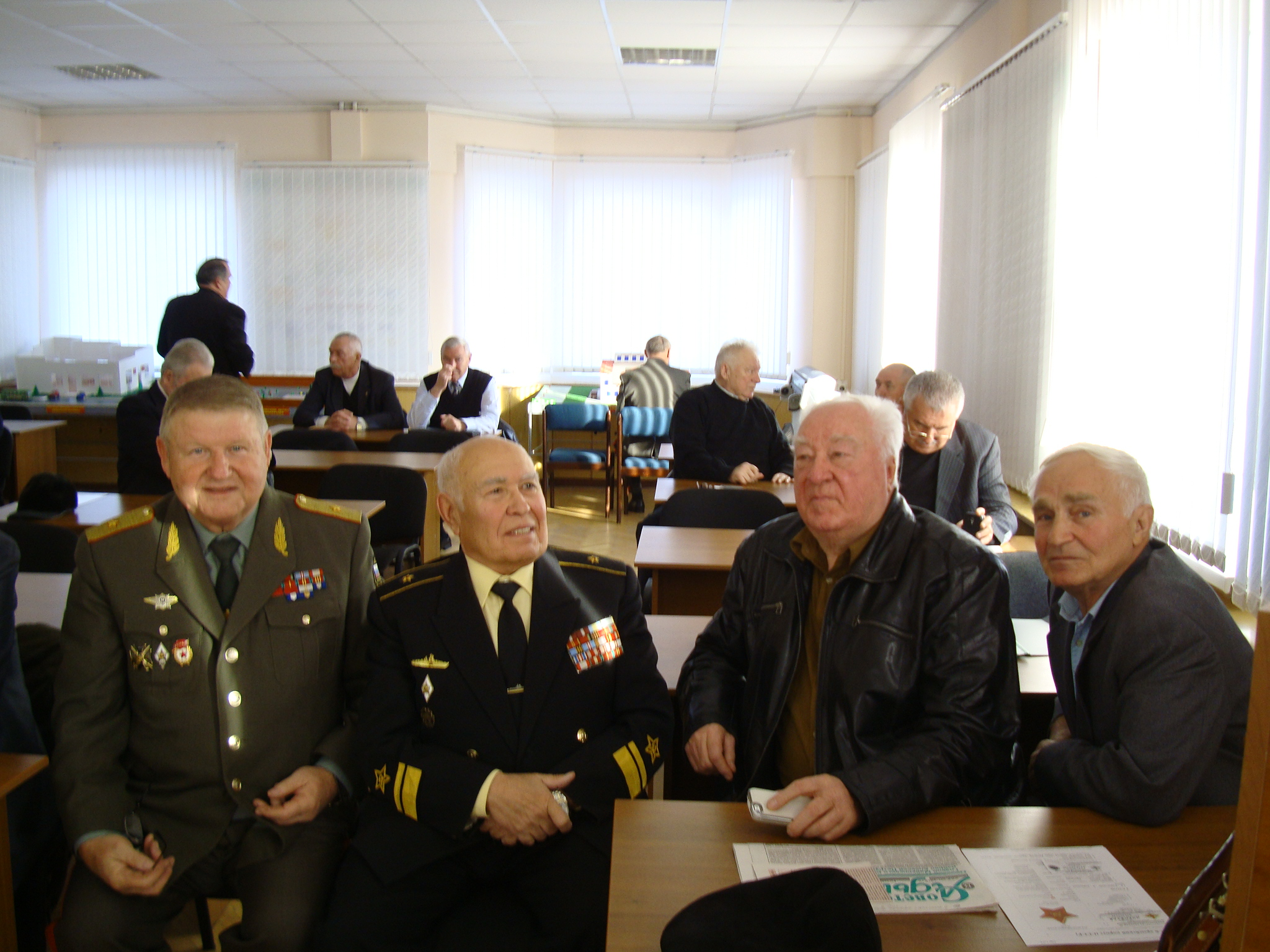
Инспектора генерал-майор А. А. Дорофеев, контр-адмирал М. М. Тхагапсов, генерал-лейтенанты В. А. Миргородский и Ф. И. Мельничук. Краснодар, 2013

Виктор Александрович Миргородский (род. 20 сентября 1933, Майкопский район, Северо-Кавказский край) — советский и российский военачальник. Заместитель командующего войсками ЮГВ, ПрибВО и Московского военного округа по тылу. Генерал-лейтенант.

## Биография
Ранние годы
Виктор Миргородский родился 20 сентября 1933 года в Хаджохе (Каменномостский) (ныне Майкопского района Республики Адыгея) в семье военнослужащего. Отец — командир стрелкового батальона 195-го стрелкового полка старший лейтенант Миргородский Александр Алексеевич (1903—1942) во время Великой Отечественной войны оборонял Сталинград в составе 181-й стрелковой дивизии 62-й армии. Пропал без вести в 1942 году. Виктор в семь лет пошёл в Хаджохскую среднюю школу и в 1953 году окончил её.
Начало военной службы
В 1953 поступил и в 1956 году окончил Тбилисское артиллерийское училище по первому разряду с отличием.
Службу проходил на должностях:
- 1956—1962 командир огневого взвода (лейтенант), старший офицер на батарее, начальник разведки артдивизиона 128-го артиллерийского полка 57-й мсд 8-й гв. армии, Наумбург.
- 1962—1965 командир миномётной батареи 1-го мсб 36-го мсп 9-й мсд.
- В 1965 поступил и в 1968 году окончил Военную академию тыла и транспорта с отличием, Ленинград.
- 1968—1969 заместитель командира 89-го мотострелкового полка по тылу 28-й мсд ОдВО.
- 1969—1973 старший офицер штаба тыла ОдВО. Одесса.
- с 1973 года начальник штаба-1-й заместитель начальника тыла 14-й гвардейской общевойсковой армии, Кишинёв.
- 1973—1975 военный советник в армии Сомали, подполковник.
- 1975—1977 заместитель командира 12-го армейского корпуса по тылу СКВО, Краснодар, полковник.

На высших должностях
- 1977—1982 заместитель командующего 7-й армии по тылу, ЗакВО, Ереван.
- В 1980 году присвоено звание генерал-майор.
- 1982—1985 заместитель командующего ЮГВ по тылу, Венгрия.
- 1985—1988 заместитель командующего ПрибВО по тылу, Рига, Латвия.
- В 1987—1988 годах (с исполнением должности) окончил Военную академию Генерального штаба Вооружённых сил СССР. «Офицер с высшим оперативно-стратегическим образованием».
- 1988—1992 заместитель командующего Московского военного округа по тылу, Москва.
- в 1992 году Указом Президента России уволен в запас по выслуге лет.

После службы
С 1992 года в запасе, с 1998 года в отставке. Жил и работал в Москве. С 2007 года живёт и работает в Краснодаре. С 2012 года ведущий инспектор группы инспекторов Объединённого стратегического командования Южного военного округа. Проводит большую работу по военно-патриотическому воспитанию молодёжи и подготовке юношей к армии. Помогает хаджохской школе в её возрождении.

## Семья
- Отец — Миргородский Александр Алексеевич (1903—1942) Без вести пропал в 1942 году[2].
- Мать — Миргородская Тамара Николаевна, урождённая Кошелева (1913—1978)
- Жена — Миргородская Лилия Александровна, урождённая Кубецкая (род. 12.07.1935)
- Дочь — Миргородская (Кулишова) Наталья Викторовна (1958), муж Кулишов Сергей Иванович, дочь Екатерина Кулишова (Черепахина) (1984), муж Дмитрий Александрович (1984)
- Дочь — Миргородская Светлана Викторовна (1962), муж Слива Станислав Викторович, сын Виктор (1983)

## Награды
- Орден Красной Звезды
- Орден «За службу Родине в Вооружённых Силах СССР» 2-й степени
- Орден «За службу Родине в Вооружённых Силах СССР» 3-й степени
- Медаль «В ознаменование 100-летия со дня рождения Владимира Ильича Ленина» (6 апреля 1970[3])
- Медаль «За укрепление боевого содружества»
- Юбилейная медаль «Двадцать лет Победы в Великой Отечественной войне 1941—1945 гг.» (7 мая 1965[4])
- Медаль «Ветеран Вооружённых Сил СССР»
- Юбилейная медаль «40 лет Вооружённых Сил СССР»[5]
- Юбилейная медаль «50 лет Вооружённых Сил СССР» (26 декабря 1967[6])
- Юбилейная медаль «60 лет Вооружённых Сил СССР»[7]
- Юбилейная медаль «70 лет Вооружённых Сил СССР»[8]
- Медаль «За безупречную службу» I степени
- Медаль «За безупречную службу» II степени
- Медаль «За безупречную службу» III степени
- Медаль «За ратную доблесть»

и др.
- иностранные награды